# Кри (народ)
Кри (фр. Cris) су алгонквински народ и један од најснажнијих и најзначајнијих домородачких народа из Канаде раширених по великом подручју кроз јужну Канаду са главним стаништем око залива Џејмс.

## Подела
Кри се деле на неколико великих грана, то су: Наскапи Ину, Монтање Ину, Атикамек, Источни Кри, Муси Кри, Шумски Кри, Мочварни Кри и Преријски Кри.

## Име
Име Кри настало је од Кристино, крњег француског облика имена Кенинстеног којим су Кри називали сами себе. Овај облик у француском је скраћен на Кри. Постоје и називи Iyiniwok и Nehiyawok у значењу „они од прве расе” како су Кри називали сами себе, или ‘особа од 4 дела,’ који се темељи на светој бројци 4 и значају коју придодају њиховом емоционалном, духовном, физичком и менталном развоју.
На прерији су их Хидаце називали Шахе, Асинибојни Ша-и-је или Ши-е-ја - непријатељима. Имали су неколико назива за њих и сви преријски називи могли би бити облици који потичу из истог корена и имају исто значење, непријатељство. Асинибојни су успоставили савез са Кријима и постали су пријатељи, те је асинибојнски назив сам по себи доказ да је старији од одвајања племена Вазикуте (преци Асинибојна) од осталих Сијукса и њиховог савезништва са племеном Кри. Кри су били експанзивни што доказује њихова распрострањеност кроз јужну Канаду па су ушли у сукоб са атапасканским племенима, и ови их тада прозваше Ана, Анах, Енас или Ета, зависно од племена до племена, и има исто значење-непријатељи.

## Језик
Кријски језик члан је алгонквинске породице и има више наречја.
Кри језицима и наречјима данас говоре Преријски Кри (34.000), Мочварни Кри (4.500) и Шумски Кри (35.000).

## Историја
Када су дошли први белци, језуитски мисионари (средином 17. века), Кри су живели у подручју залива Џејмс. Они су становници шуме и ловци на јелене и другу дивљач, која су ловили због меса, коже и крзна. До 1667. Кри су у контакту само са језуитима, а те године и са радницима компаније Хадсон Беј, која се бавила трговином крзном. Индијанци су вешти ловци и познавали су шуму, па су добили и ватрено оружје - пушке. 
Као ловци-сакупљачи, основне организационе јединице народа Кри биле су 1) ложа, група од можда осам или десетак људи, обично породице два одвојена, али сродна брачна пара, који су живели заједно у истом вигваму (куполасти шатор) или типију (конусни шатор) и 2) банда, група ложа које су се заједно кретале и ловиле. У случају неслагања, ложе би могле да напусте банде. Банде су се могле формирати и расформирати с релативном лакоћом. 
Међутим, како сигурност лежи у бројности, све породице су желеле да буду део неке банде, а протеривање се сматрало врло озбиљном казном. Банде би обично имале чврсте везе са својим суседима помоћу међусобних бракова и окупљали би се заједно у различитим деловима године да би заједно ловили и дружили се. Поред ових регионалних скупова, није било формалне структуре на вишем нивоу, а одлуке о рату и миру доношене су консензусом у већу које су чиниле савезничке банде. Људи би могли бити идентификовани по њиховом клану, који је група људи који тврде да потичу од истог заједничког претка; сваки клан би имао представника и глас у свим важним саветима које одржава банда.
Свака банда је остала независна једна од друге. Они Кри који су се преселили на Велике равнице и усвојили лов на бизоне, звани Преријски Кри, били су у савезу са Асинибојнима, Метисима и Султо Оџибвама (Преријске Оџибве) у ономе што је било познато као „Гвоздена конфедерација“, која је била главна сила на северу у „Северноамеричкој трговини крзном” од 1730-их до 1870-их. Кри и Асинибојни били су важни посредници у индијанским трговинским мрежама на северним равницама.
Када би банда кренула у рат, номиновали би привременог војног заповедника, званог окимахкан, „ратни поглавица“. Ова титула се разликовала од функције „поглавица мира“, вође који је имао улогу сличнију улози дипломате. Уочи Северозападне побуне 1885. године, Велики Медвед је био вођа своје банде, али када су борбе започеле, Лутајући Дух је постао ратни вођа.

## Савремена историја
Било је неколико покушаја да се створи политичка организација на државном нивоу која би представљала сва племена народа Кри, први од којих се десио 1994, када је одржан скуп у резервату Прве нације Кри, Опасквајак.

## Идентитет и етницитет
Кри су највећа група првих народа у Канади, са 220.000 чланова и 135 регистрованих банди. Заједно, њихова резерватна земљишта су највећа од било које групе Првих народа у земљи. 
С обзиром на традиционално прихватање мешовитих бракова, академици признају да су све банде на крају мешовитог наслеђа и да је вишејезичност и мултикултурализам био норма. Међутим, последњих година, како су аутохтони језици опадали широм западне Канаде, где су се некада у одређеном резервату говорила три језика, сада је само један. То је довело до поједностављења идентитета и постало је „модерно“ да се банде у многим деловима Саскачевана идентификују као „Преријски Кри“ на штету мешовитог Кри−Султо Оџибва. Такође постоји тенденција да се банде Шумских Крија или Мочварних Крија представе као Преријски Кри. Нил Меклод тврди да је то делимично због фасцинације доминантне културе равничарском индијанском културом, као и због већег степена писане стандардизације и престижа који Преријски Кри ужива у односу на друге кри дијалекте.
Метиси (од француског, Метис - мешовитог порекла) су људи мешовитог порекла, нпр. нехијавског или анишинабског са једне стране и француског, енглеског или шкотског са друге. Према владином департману за абориџинска питања и развој северне Канаде, Метиси су у прошлости били деца француских трговаца крзном и нехијавских жена, или, деца из заједница енглеских или шкотских трговаца и жена северних Дена (Англо-Метис). Генерално у академским круговима, термин Метис може се користити за означавање било које комбинације особа мешовитог индијанског и европског наслеђа, мада историјске дефиниције за Метисе остају. Канадски департман за индијанска и северна питања широко дефинише Метисе као особе мешовитог европског и индијанског порекла, док Национално веће Метиса дефинише Метиса као „особу која се самоидентификује као Метис, разликује се од осталих Абориџина, има историјско порекло Метиса и кога прихвата Метис Нација”.